# Наумовська сільська рада (Стерлітамацький район)
Нау́мовська сільська рада (рос. Наумовский сельский совет) — муніципальне утворення у складі Стерлітамацького району Башкортостану, Росія. Адміністративний центр — село Наумовка.

## Населення
Населення — 5297 осіб (2019, 4953 в 2010, 4723 в 2002).

## Склад
До складу поселення входять такі населені пункти:
| Населений пункт             | Населення, осіб (2002) | Населення, осіб (2010) |
| --------------------------- | ---------------------- | ---------------------- |
| Васильєвка, село            | 707                    | 655                    |
| Заливний, село              | 403                    | 401                    |
| Кантюковка, присілок        | 249                    | 312                    |
| Наумовка, село              | 2867                   | 2935                   |
| Новоніколаєвський, присілок | 41                     | 60                     |
| Озерковка, присілок         | 11                     | 28                     |
| Покровка, присілок          | 445                    | 562                    |